# Повернення (роман)
«Повернення» (нім. Der Weg zurück) — роман німецького письменника Еріха Марії Ремарка, який було надруковано в 1931 році. У творі описується життя покоління хлопців, шкільні роки яких перервала війна.

## Зміст
Перша світова війна закінчується для Німеччини поразкою, зневірені, брудні й голодні солдати повертаються додому. Дізнаються, що кайзер втік до Голландії, а в Берліні розпочинається революція. Вдома солдати не знаходять підтримки серед рідних, не можуть повернутися до звичайного мирного життя. У мирний час розриваються, зникають й зв'язки солдатської дружби — тут відіграє роль не сміливість й зґрунтованість, а соціальний статус та гроші.
Головний герой — пересічний солдат німецької армії Ернст Біркхольц та його товариші Людвиг Брайєр, Альберт Тоске, Карл Брегер, лейтенант Георг Рахе, Ганс Вальдорф з ампутованою ногою, Курт Лайпольд без руки, Пауль Радемахер із деформованим обличчям й скляним оком вимушені повернутися до школи й скласти іспити. 
На війні вони не потребували тих знань, які отримували в школі, тому зневажливо ставляться до директора й викладачів, що перебували у захищеному тилу, тоді як їхні учні воювали на фронті, гинули і калічились. Ернст деякий час вчителює після закінчення школи, але потім звільняється за власним бажанням. Його найкращий друг Людвиг Брайєр, дізнавшись про те, що хворіє на сифіліс, покінчив життя самогубством. Ернст із психічним зривом потрапляє до лікарні, де переосмислює життя й знаходить надію і психологічну підтримку у силах вічної природи.

## Головні герої
- Ернст Біркхольц;
- Людвиг Брайєр — лейтенант (зупинив самотужки танк). Наприкінці війни отримав поранення в руку й хворів на дизентерію. Удома дізнався, що хворий на сифіліс. Зустрівши своє шкільне кохання, покінчив життя самогубством;
- Хеєль — обер-лейтенант;
- Альберт Троске — закохався в легковажну дівчину, у театрі побачив її з іншим і убив суперника. Після суду отримав три роки ув'язнення;
- Ганс — старший брат Альберта Троске, відморозив ноги в Карпатах. Повернувся додому з ампутованими ступнями;
- Фердинанд Козолє;
- Адольф Бетке селянин. Вдома дізнався, що дружина зрадила йому. Пробачив їй, але вони так і не змогли жити щасливо разом;;
- Валентин Лагер;
- Тьяден;
- Георг Рахе — залишився в армії, та, розчарувавшись у ній, перепробував ще кілька професії. У мирний час повернувся на поле бою й покінчив життя самогубством.

## Цитати
- Можливо, тому знову й знову виникають війни, що один ніколи не може до кінця відчути, як страждає інший.
- Так буде все життя. Завжди знайдуться два-три місяці, через які що-небудь буде шкода кинути. Так і не помітиш, як підійде старість.
- І раптом мене охоплює невимовний сум через те, що несе з собою час, час тече й тече, час змінюється, а коли озираєшся, від минулого нічого вже не залишилося.

## Переклади українською
Хронологічний список українських перекладів творів Еріха Марії Ремарка.
- Еріх Марія Ремарк. «На Західному фронті без змін. Повернення. Три товариші». Переклад з німецької: Наталка Сняданко, Катерина Гловацька, Микола Дятленко та Аркадій Плют. Харків: КСД, 2014, 912 стор. ISBN 978-966-14-7194-7
  - «На Західному фронті без змін». Переклад з німецької: Катерина Гловацька
  - «Повернення». Переклад з німецької: Наталка Сняданко
  - «Три товариші». Переклад з німецької: Микола Дятленко та Аркадій Плют

1. ↑  Ukrainisch – Ukrainian - Erich Maria Remarque-Friedenszentrum